# アス・マルカダル
アス・マルカダル（カタルーニャ語: Es Mercadal）またはメルカダル（スペイン語: Mercadal）は、スペイン・バレアレス諸島州のムニシピオ（基礎自治体）。バレアレス諸島のメノルカ島中央部に位置する。カタルーニャ語表記が公式名である。

## 歴史
「Mercadal」はラテン語で市場を意味する「mercatum」に由来する。1232年にアラゴン王ハイメ1世がイスラーム教徒からメノルカ島を征服すると（レコンキスタ）、マヨルカ王ジャウメ2世の治世の1301年には商業センターが設立され、にぎやかな屋外市場が今日に至るまでこの町の魅力となっている。

## 地理
アス・マルカダルはメノルカ島のほぼ中央部に位置する。8のムニシピオ（基礎自治体）からなるメノルカ島において、東側はマオー＝マオンと、南側はアラヨールやアス・ミグジョルン・グランと、西部はファレリエスと接している。
メノルカ島の首都マオー＝マオンから北西に21km、メノルカ島第2の都市シウタデリャ・デ・メノルカから東に20㎞の距離にある。両都市とは県道Me-1号線で結ばれている。メノルカ島の北岸・南岸からもほぼ等距離の内陸部にあり、北岸のフルネイス地区にはMe-15号線が、南岸のサン・トマス地区にはMe-18号線が通じている。
バレアレス諸島の他地域同様に、気候は典型的な地中海性気候である。年平均気温は摂氏17.1度であり、最寒月の1月の平均気温は摂氏11.5度、最暖月の8月の平均気温は摂氏25.0度である。冬季には夜間や早朝にかけて摂氏5度以下となることがあり、夏季の最高気温は摂氏30度以上となる。
2017年の自治体人口4,788人のうち、2,000人以上が中心地区に住んでいる。経済は農業と観光業が主体である。1991年の国勢調査によると、人口の76.45%がバレアレス諸島州出身、19.37%がスペインの他自治州出身、4.19%はスペイン国外出身だった。2001年の国勢調査によると、スペイン国外出身者は11.2%であり、うち半数はイギリス出身だった。

### トーロ山

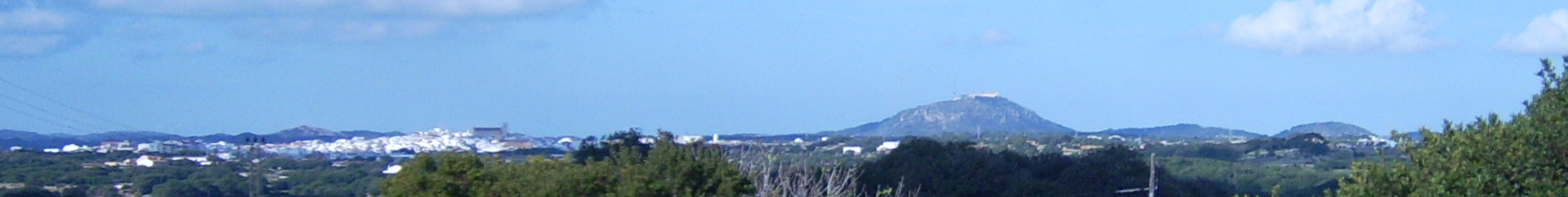
アス・マルカダルの町（左）とトーロ山（中央）

メノルカ島の最高峰である標高357mのトーロ山はアス・マルカダルの自治体域にあり、アス・マルカダル地区の東3㎞の距離にある。トーロ山の山頂には自動車または徒歩で容易に訪れることができ、山頂からはメノルカ島の景色が一望できる。トーロ山のトーロの聖母はメノルカ島全体の守護聖人となっている。毎年7月中旬、カトリックの聖人である聖マルティヌス（サン・マルティン）を称える伝統的な祭礼が開催される。

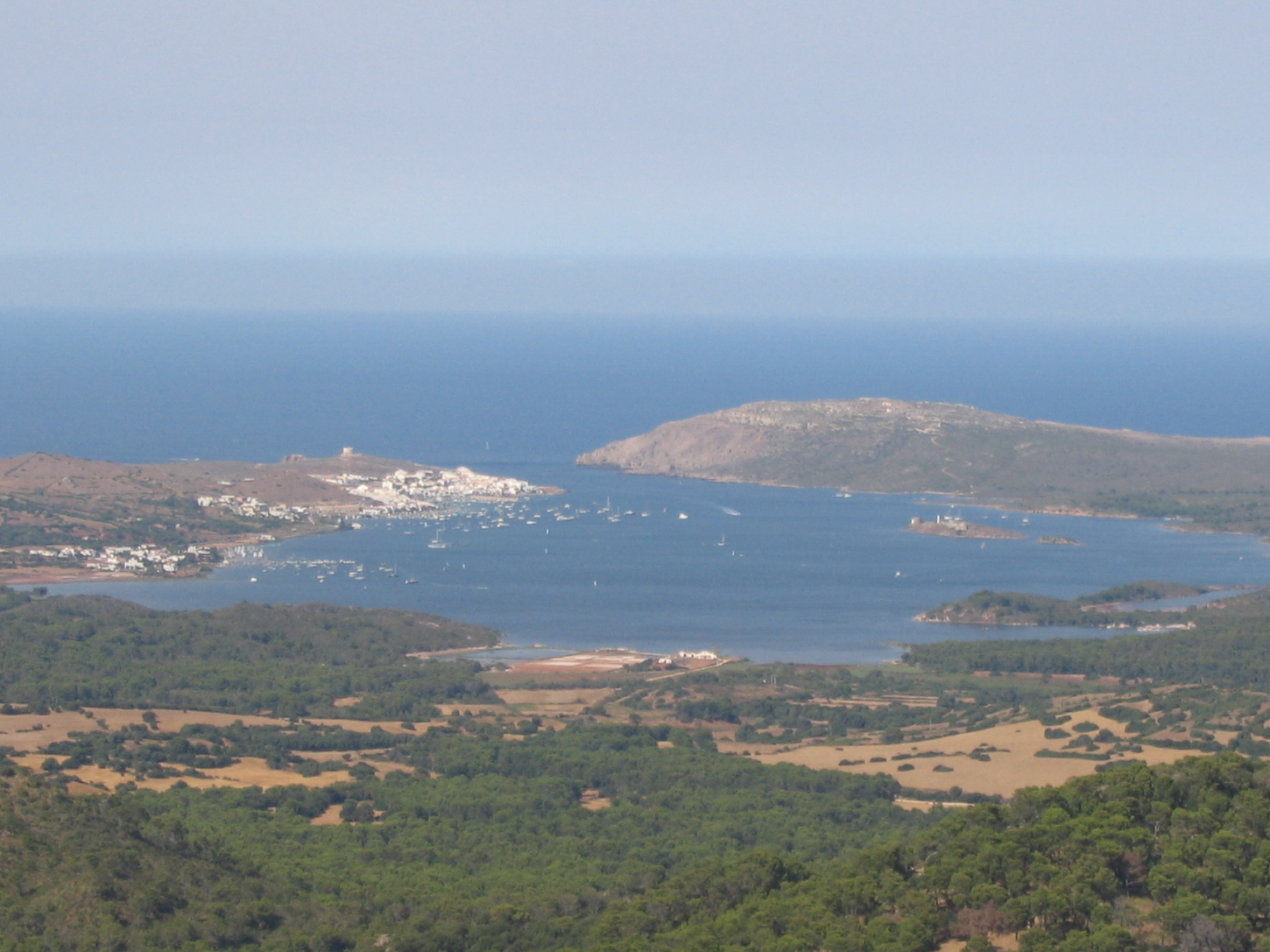
北岸のフルネイス地区（中央）とサス・サリーナス地区（左端）
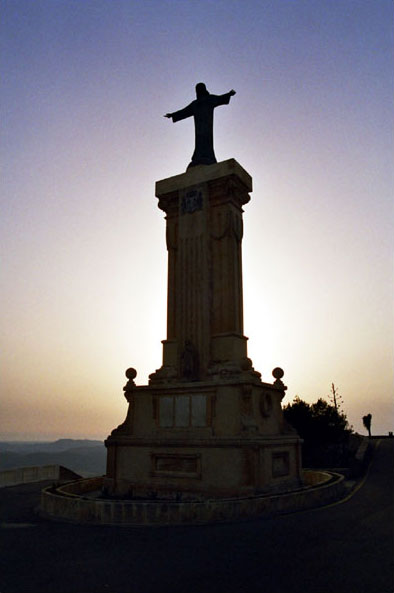
トーロの聖母
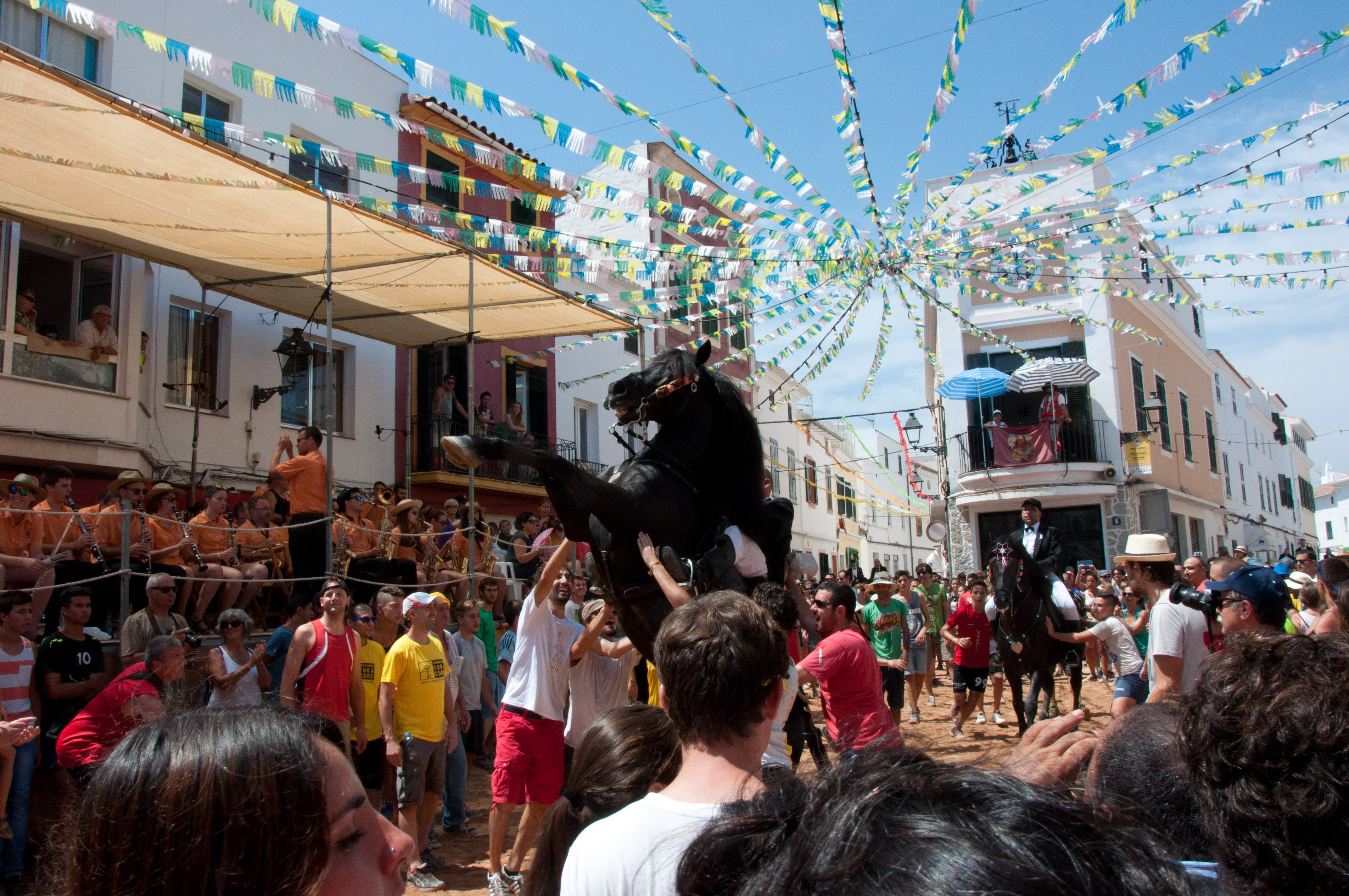
アス・マルカダルの祭礼

### 地区
- フルネイス地区 : 906人
- アス・マルカダル地区 : 2,159人
- アレナル・ダン・カステイ地区 : 283人
- ナ・マカレット地区 : 130人
- ポルト・ダダイア地区 : 299人
- サス・サリーナス地区 : 58人
- ソン・パルク地区 : 293人
- ウルバニツァシオー・コベス・ノベス地区 : 127人

## 人口
| アス・マルカダルの人口推移 1842－2017                   |
|                                                         |
| 出典:INE（スペイン国立統計局）1900年 - 1991年、1996年 - |

## 行政
| 任期      | 首長名                                                        | 政党                          |
| --------- | ------------------------------------------------------------- | ----------------------------- |
| 1979–1983 | Fermín Gomila Pons(-1982) Antonio Pons Fuxá(1982-)            | 国民党(PP) 国民党(PP)         |
| 1983–1987 | Antonio Pons Fuxá                                             | 国民党(PP)                    |
| 1987–1991 | Antonio Pons Fuxá                                             | 国民党(PP)                    |
| 1991–1995 | Antonio Pons Fuxá                                             | 国民党(PP)                    |
| 1995–1999 | Antonio Pons Fuxá                                             | 国民党(PP)                    |
| 1999–2003 | Ramón Orfila Pons                                             | APMF                          |
| 2003–2007 | Ramón Orfila Pons                                             | APMF                          |
| 2007–2011 | Ramón Orfila Pons(-2010) Francesc Xavier Ametller Pons(2010-) | APMF スペイン社会労働党(PSOE) |
| 2011–2015 | Francesc Xavier Ametller Pons                                 | スペイン社会労働党(PSOE)      |
| 2015–2019 | Francesc Xavier Ametller Pons                                 | スペイン社会労働党(PSOE)      |
| 2019–2023 | n/d                                                           | n/d                           |
| 2023–     | n/d                                                           | n/d                           |